# Diversidad sexual en Canadá
La diversidad sexual en Canadá ha sido tratada de distintas maneras a lo largo de la historia, siendo en la actualidad uno de los países más tolerantes de América y con una de las legislaciones más permisivas del mundo en esta materia. Los actos homosexuales consentidos entre adultos fueron despenalizados a través de la Ley C-150 en 1969. Una frase célebre dicha durante ese contexto por del entonces ministro de Justicia y fiscal general de Canadá, Pierre Trudeau, quién llegó a ser primer ministro decía: «No existe lugar para el Estado en los dormitorios de la nación».

## Historia

### Canadá precolombina
En algunas tribus de las Naciones Originarias de Canadá, correspondiente a los pueblos amerindios del país, existía desde la época de la América precolombina la presencia de personas de "dos espíritus", quienes tenían conductas asociadas a los géneros masculino y femenino en un solo individuo, pudiendo o no ser homosexuales. Estas personas eran aceptadas dentro de la comunidad y tenían asignadas tareas específicas para ellos al interior de la sociedad.

### Época colonial
Durante la época de la Norteamérica británica, los actos homosexuales fueron criminalizados bajo el delito de sodomía, calificado como delito capital condenado a pena de muerte, no obstante, no existe registro alguno sobre alguna ejecución realizada en territorio canadiense bajo ese mandato. La llegada de la Iglesia católica al territorio canadiense también influenció en la prohibición de la homosexualidad. 

### SigloXX
Previo a la despenalización de la homosexualidad, durante las décadas de 1950 y 1960  fue utilizada la Fruit machine, un aparato electrónico que supuestamente medía los niveles de estrés, pero que sin embargo pretendía secretamente identificar a un hombre gay, esto a través de la medición del diámetro de la pupila, la transpiración y el pulso, en busca de una supuesta excitación sexual al ser obligados a ver pornografía durante el procedimiento. El objetivo de este invento era parte de una campaña para despedir a funcionarios públicos, miembros de la Policía Montada y de las Fuerzas Armadas Canadienses que sean homosexuales.
En 1971 se convocó a la primera marcha gay de Canadá en su capital nacional, Ottawa. Ese mismo año se fundó The Body Politic, el primer periódico de liberación gay del país que circuló por quince años.
En 1990 fue inaugurada la Biblioteca del Orgullo de la Universidad de Western Ontario, una colección de libros, documentos, periódicos y material audiovisual relativo a la comunidad LGBT.

### SigloXXI
En 1983 se fundó el Archivo gay de Québec que tiene el mandato de recibir y preservar cualquier documento escrito a mano, impreso, visual o de audio y cualquier objeto que atestigüe la historia de gays y lesbianas en Quebec.
En julio de 2016, el primer ministro de Canadá, Justin Trudeau, se convirtió en el primero de la historia del país en asistir a una marcha de orgullo gay, encabezando el desfile anual en Toronto.

## Legislación

### Edad de consentimiento sexual
El Código Penal de Canadá establece la edad de consentimiento sexual es 16 años, sin hacer mención sobre la orientación sexual de los ciudadanos, aunque incluye una excepción para menores de edad, mediante la cual personas de 16 y 17 años pueden tener relaciones sexuales legalmente con personas que sean hasta un máximo de cinco años mayores que ellas. Adicionalmente existe una disposición que no permite a personas solteras menores de 18 años mantener sexo anal, sin hacer distinción sin son heterosexuales u homosexuales.

### Reconocimiento a parejas del mismo sexo
En 2005, Canadá se convirtió en el primer país del continente americano (y el primero fuera de Europa) en legalizar el matrimonio entre personas del mismo sexo en todo su territorio nacional.

### Familias homoparentales
Si bien el Derecho de familia es regulado por cada provincia de forma independiente, la familia homoparental cuenta con el pleno reconocimiento de la legislación canadiense en todas las entidades federales desde 2011, lo que significa que las parejas del mismo sexo tienen los mismos derechos para la adopción y existe un acceso igualitario para técnicas de reproducción asistida.

### Donación de sangre
En 1983 debido a la epidemia de VIH, Health Canada prohibió a los Hombres que tienen sexo con hombres donar sangre. 30 años después en 2013 Health Canada levantó la prohibición permitiéndoles donar si cumplían un período de aplazamiento de 5 años desde el último contacto sexual. En 2016 se bajó el período a 12 meses sin contacto sexual con otro hombre. Finalmente en 2019 se bajó a solamente 3 meses de aplazamiento para poder donar.

## Situación social
Es posible encontrar un buen ambiente hacia la comunidad LGBT en las principales ciudades del país. En lugares como Montreal, Vancouver, Toronto y Quebec, que son ciudades catalogadas como gay friendly, es posible encontrar una amplia oferta destinada al turismo homosexual, como también la presencia de barrios gay al interior de estas ciudades. Los sitios para público homosexual (bares, hoteles, discotecas, saunas) y eventos especializados (marchas, eventos artísticos y culturales) son recurrentes durante todo el año. En 1990, Vancouver fue sede de los Gay Games, mientras que en 2006 Montreal fue sede de la primera versión de los World Outgames.

### Migración LGBT
Canadá es un país receptor de inmigrantes LGBT, convirtiéndose durante las últimas décadas en uno de los principales destinos para gais, lesbianas, bisexuales y transexuales que solicitan asilo humanitario  (permitido desde 1993) o que migran voluntariamente en búsqueda de mayores libertades, especialmente personas provenientes de países que criminalizan la homosexualidad, como lo son en la actualidad la mayoría de los países del mundo árabe.  Los solicitantes de asilo deben pasar por un riguroso y específico proceso en el que se debe acreditar su condición sexual y haber sido víctimas de persecución o delitos de odio basado en orientación sexual o identidad de género. En el caso de América Latina y Las Guayanas, existió una gran cantidad de asilados hasta comienzos del siglo XXI, no obstante, debido principalmente a la apertura social experimentada en la región, expresada en el incremento de leyes que protegen a las minorías sexuales, sumado al progresivo aumento en el reconocimiento de uniones del mismo sexo en América del Sur y el matrimonio entre personas del mismo sexo en México, ha provocado que la cantidad de asilados latinoamericanos se haya visto notoriamente reducida.